# Cornillon-Confoux
Pour les articles homonymes, voir Cornillon (homonymie).
Cornillon-Confoux [kɔʁnijɔ̃ kɔ̃fuks] est une commune française située dans le département des Bouches-du-Rhône, en région Provence-Alpes-Côte d'Azur.
Elle appartient au territoire Ouest Provence de la métropole d'Aix-Marseille-Provence.

## Géographie

### Localisation

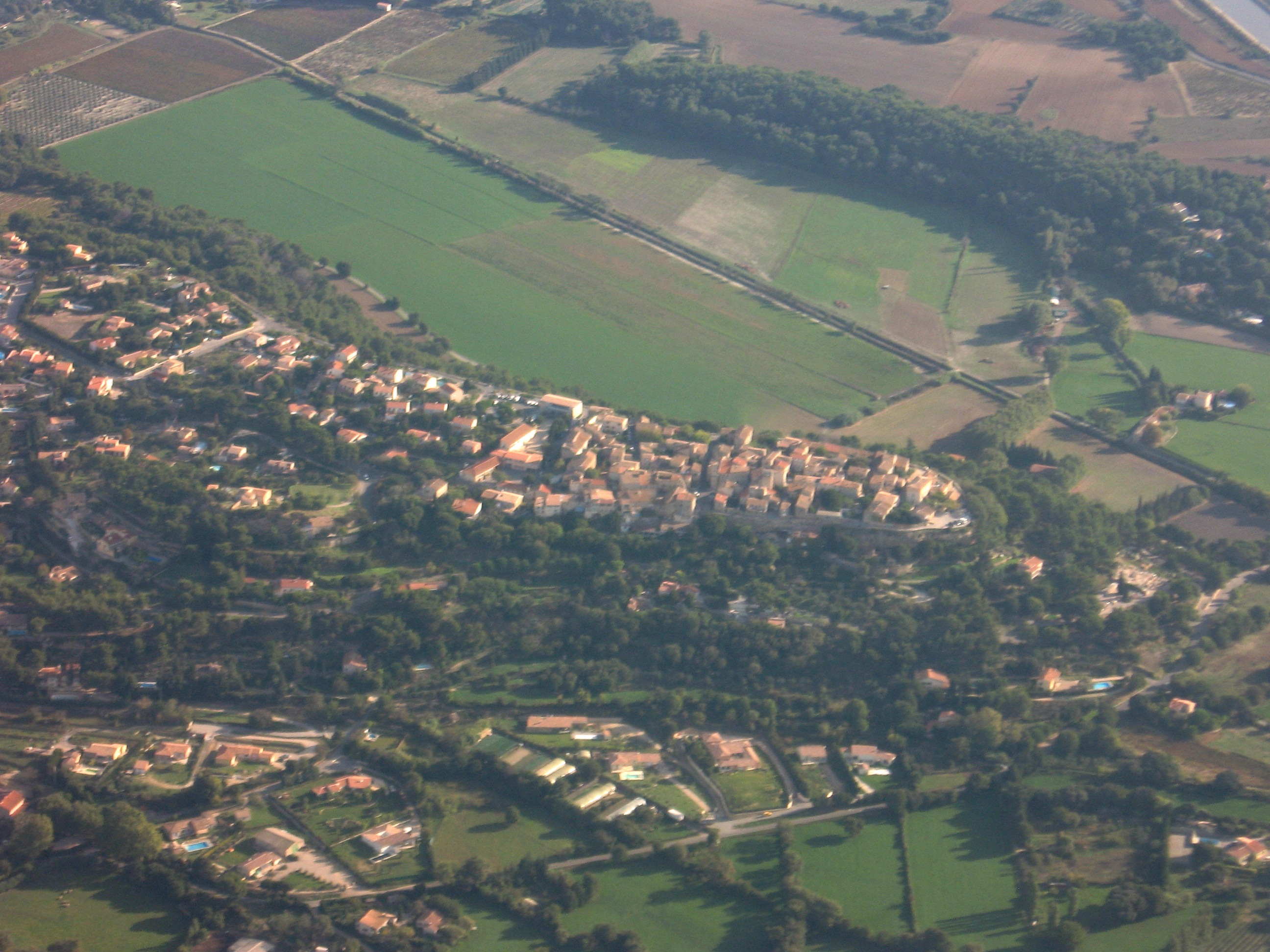
Vue aérienne de Cornillon-Confoux.

Cornillon-Confoux est situé entre le pays salonais et l'étang de Berre, au sud-est de la Crau. La commune occupe une haute plaine triangulaire couverte de forêt à l'ouest et une plaine cultivable à l'est. Le village de Cornillon est installé sur un promontoire situé à la pointe sud du triangle.
Les communes limitrophes sont  Grans, Lançon-Provence, Miramas et Saint-Chamas.
|         | Grans             |                 |
| Miramas | Cornillon-Confoux | Lançon-Provence |
|         | Saint-Chamas      |                 |

### Hydrographie
La Touloubre arrose le flanc ouest de la commune. Le Grand Fossé de Confoux et la branche de Pélissanne du canal de Craponne irriguent la plaine à l'est, et se rejoignent pour former le Vallat des Crottes qui afflue dans la Touloubre au sud du village. Le grand canal EDF longe la commune sur son flanc est.

### Climat
Pour des articles plus généraux, voir Climat de Provence-Alpes-Côte d'Azur et Climat des Bouches-du-Rhône.
En 2010, le climat de la commune est de type climat méditerranéen franc, selon une étude du Centre national de la recherche scientifique s'appuyant sur une série de données couvrant la période 1971-2000. En 2020, Météo-France publie une typologie des climats de la France métropolitaine dans laquelle la commune est exposée à un climat méditerranéen et est dans la région climatique  Provence, Languedoc-Roussillon, caractérisée par une pluviométrie faible en été, un très bon ensoleillement (2 600 h/an), un été chaud (21,5 °C), un air très sec en été, sec en toutes saisons, des vents forts (fréquence de 40 à 50 % de vents > 5 m/s) et peu de brouillards. 
Pour la période 1971-2000, la température annuelle moyenne est de 14,2 °C, avec une amplitude thermique annuelle de 16,9 °C. Le cumul annuel moyen de précipitations est de 603 mm, avec 5,9 jours de précipitations en janvier et 1,7 jours en juillet. Pour la période 1991-2020, la température moyenne annuelle observée sur la station météorologique de Météo-France la plus proche, « Istres », sur la commune d'Istres à 8 km à vol d'oiseau, est de 15,6 °C et le cumul annuel moyen de précipitations est de 572,9 mm. 
La température maximale relevée sur cette station est de 44,3 °C, atteinte le 28 juin 2019 ; la température minimale est de −13,6 °C, atteinte le 10 février 1956,,. 
Les paramètres climatiques de la commune ont été estimés pour le milieu du siècle (2041-2070) selon différents scénarios d'émission de gaz à effet de serre à partir des nouvelles projections climatiques de référence DRIAS-2020. Ils sont consultables sur un site dédié publié par Météo-France en novembre 2022.

## Urbanisme

### Typologie
Au 1er janvier 2024, Cornillon-Confoux est catégorisée commune rurale à habitat dispersé, selon la nouvelle grille communale de densité à 7 niveaux définie par l'Insee en 2022.
Elle est située hors unité urbaine. Par ailleurs la commune fait partie de l'aire d'attraction de Marseille - Aix-en-Provence, dont elle est une commune de la couronne,. Cette aire, qui regroupe 115 communes, est catégorisée dans les aires de 700 000 habitants ou plus (hors Paris),.

### Occupation des sols
L'occupation des sols de la commune, telle qu'elle ressort de la base de données européenne d’occupation biophysique des sols Corine Land Cover (CLC), est marquée par l'importance des territoires agricoles (54,9 % en 2018), une proportion sensiblement équivalente à celle de 1990 (54,8 %). La répartition détaillée en 2018 est la suivante : 
zones agricoles hétérogènes (40,4 %), forêts (26,8 %), terres arables (13,8 %), milieux à végétation arbustive et/ou herbacée (13,4 %), zones urbanisées (4,8 %), prairies (0,7 %), zones industrielles ou commerciales et réseaux de communication (0,1 %). L'évolution de l’occupation des sols de la commune et de ses infrastructures peut être observée sur les différentes représentations cartographiques du territoire : la carte de Cassini (XVIIIe siècle), la carte d'état-major (1820-1866) et les cartes ou photos aériennes de l'IGN pour la période actuelle (1950 à aujourd'hui).

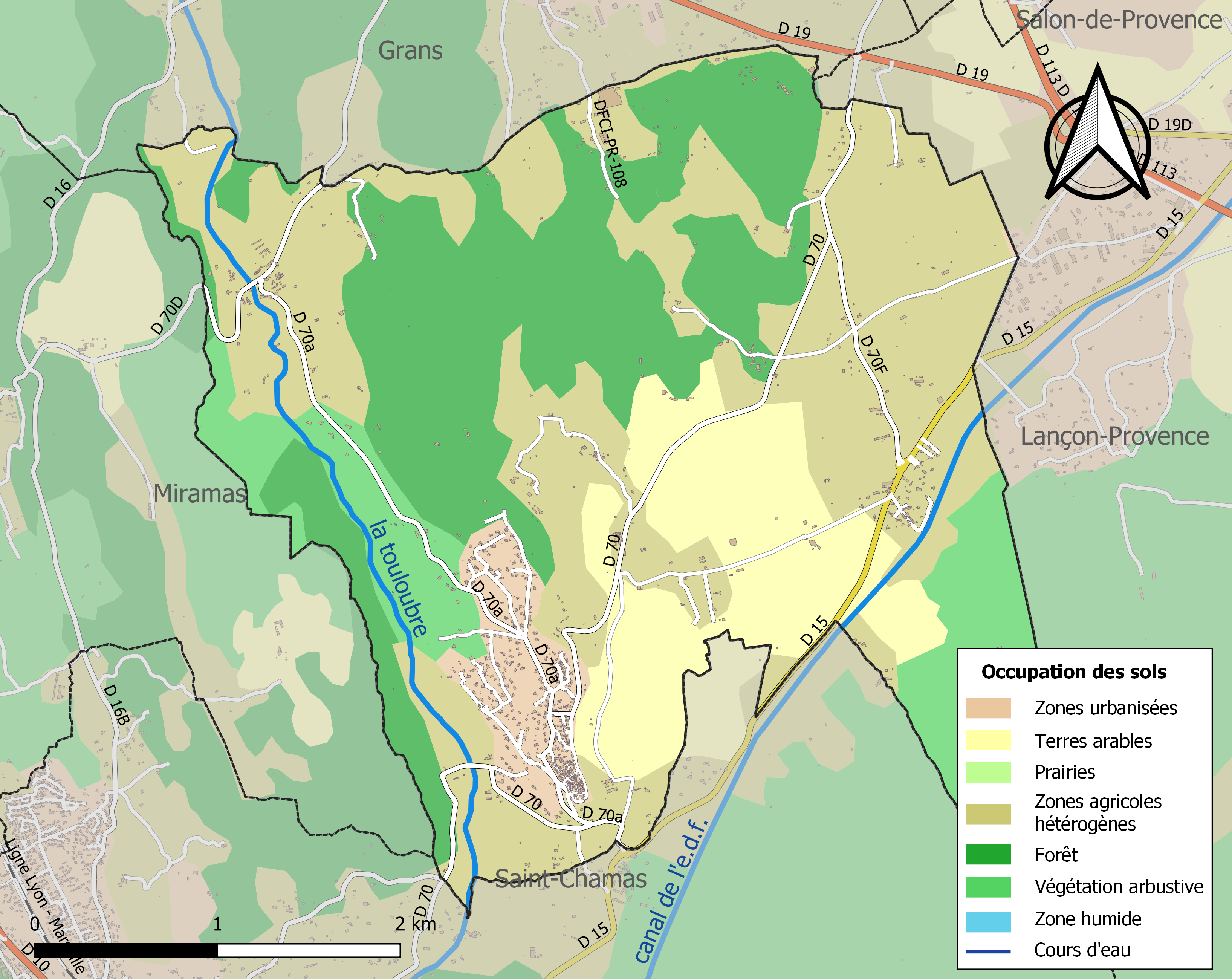
Carte des infrastructures et de l'occupation des sols de la commune en 2018 (CLC).

## Histoire
Dès le néolithique final différentes peuplades pastorales et agricoles vivent sur le territoire de la commune. Une « allée des Sarcophages » à côté du cimetière contient des tombes du Ier siècle av. J.-C. L'oppidum de Constantine, sur la commune voisine de Lançon-Provence, était occupé dès le IIe siècle av. J.-C. Les derniers Celto-Ligures, dominés par les Grecs de Massalia, s'allièrent aux Romains. La Via Aurelia (voie Aurélienne), reliant Aquæ Sextiæ (Aix-en-Provence) à Arelate (Arles), passe juste au nord de la commune.
Après maintes invasions, le territoire de Cornillon devient propriété des comtes de Provence avant d'être rattaché à l’archevêché d'Arles. Le nom Cornellum apparaît au Xe siècle. Au XIe siècle, l’arrivée des moines de Montmajour permit au village de prospérer : les marais furent asséchés et l'agriculture se développa. L'église actuelle fut construite vers 1100, et était connue sous le nom de Sainte-Marie de Cornillon. Au XVe siècle, elle prit le nom de Saint Vincent, martyr espagnol du IVe siècle. Elle fut agrandie au XIXe siècle, et tournée vers l'ouest. En 1852 fut construit le Beffroi (17 mètres). Le tremblement de terre de 1909 causa divers dommages (destruction du tympan de l'église).
Par décret du 18 novembre 1919 la commune a été autorisée à joindre le nom de Confoux à celui de Cornillon.
Le 1er mars 2017 Cornillon-Confoux passe de l'arrondissement d'Aix-en-Provence à l'arrondissement d'Istres.

## Politique et administration

### Liste des maires
| Période                                  | Période  | Identité              | Étiquette | Qualité                                                                                                 |
| ---------------------------------------- | -------- | --------------------- | --------- | --- |
| 1945                                     | 1964     | Arnould de Jessé      | ...       | ... |
| 1964                                     | 1965     | Charles Liotard       | ...       | ... |
| 1965                                     | 1977     | Bruno Carsignol       | ...       | ... |
| 1977                                     | 1983     | Claude Pellat         | ...       | ... |
| 1983                                     | 1988     | Jean-Pierre Van Acker | ...       | ... |
| 1988                                     | 2001     | Jacques d'Haillecourt | ...       | ... |
| mars 2001                                | En cours | Daniel Gagnon         | DVD       | Vice-président de la métropole Aix-Marseille-Provence chargé des équipements culturels et de la culture |
| Les données manquantes sont à compléter. |          |                       |           | |

Aux élections municipales de 2020, M. Daniel Gagnon, maire sortant, conduisait la seule liste en présence. Celle-ci a reçu 450 suffrages sur 550 votants (1185 inscrits).

### Tendances politiques et résultats
| Scrutin             | Scrutin             | 1er tour | 1er tour | 1er tour | 1er tour | 1er tour | 1er tour | 1er tour | 1er tour  | 1er tour | 1er tour | 1er tour | 1er tour | 2d tour | 2d tour | 2d tour | 2d tour | 2d tour | 2d tour |
| Scrutin             | Scrutin             | 1er      | 1er      | %        | 2e       | 2e       | %        | 3e       | 3e        | %        | 4e       | 4e       | %        | 1er     | 1er     | %       | 2e      | 2e      | %       |
| ------------------- | ------------------- | -------- | -------- | -------- | -------- | -------- | -------- | -------- | --------- | -------- | -------- | -------- | -------- | ------- | ------- | ------- | ------- | ------- | ------- |
| Présidentielle 2017 | Présidentielle 2017 |          | FN       | 27,94    |          | LR       | 27,21    |          | EM        | 17,86    |          | LFI      | 14,92    |         | EM      | 54,81   |         | FN      | 45,19   |
| Présidentielle 2022 | Présidentielle 2022 |          | RN       | 33,53    |          | LREM     | 23,31    |          | REC       | 13,29    |          | LFI      | 12,50    |         | RN      | 56,88   |         | LREM    | 43,12   |
| Législatives 2022   | 8e                  |          | Ren-Ens  | 32,99    |          | RN       | 24,45    |          | LFI-Nupes | 17,38    |          | LR       | 12,08    |         | Ren     | 52,01   |         | RN      | 47,99   |
| Législatives 2024   | 8e                  |          | RN       | 49,16    |          | Ren-Ens  | 31,41    |          | LFI-NFP   | 12,29    |          | LR       | 3,26     |         | RN      | 53,76   |         | Ren     | 46,24   |

## Population et société

### Démographie
Les habitants de la commune sont appelés les Cornillonnais.
L'évolution du nombre d'habitants est connue à travers les recensements de la population effectués dans la commune depuis 1793. Pour les communes de moins de 10 000 habitants, une enquête de recensement portant sur toute la population est réalisée tous les cinq ans, les populations de référence des années intermédiaires étant quant à elles estimées par interpolation ou extrapolation. Pour la commune, le premier recensement exhaustif entrant dans le cadre du nouveau dispositif a été réalisé en 2007.

En 2022, la commune comptait 1 619 habitants, en évolution de +18 % par rapport à 2016 (Bouches-du-Rhône : +2,48 %, France hors Mayotte : +2,11 %).
| 1793 | 1800 | 1806 | 1821 | 1831 | 1836 | 1841 | 1846 | 1851 |
| ---- | ---- | ---- | ---- | ---- | ---- | ---- | ---- | ---- |
| 566  | 514  | 534  | 620  | 614  | 648  | 621  | 673  | 631  |

| 1856 | 1861 | 1866 | 1872 | 1876 | 1881 | 1886 | 1891 | 1896 |
| ---- | ---- | ---- | ---- | ---- | ---- | ---- | ---- | ---- |
| 617  | 598  | 612  | 565  | 495  | 455  | 408  | 354  | 377  |

| 1901 | 1906 | 1911 | 1921 | 1926 | 1931 | 1936 | 1946 | 1954 |
| ---- | ---- | ---- | ---- | ---- | ---- | ---- | ---- | ---- |
| 364  | 338  | 324  | 273  | 292  | 328  | 338  | 326  | 388  |

| 1962 | 1968 | 1975 | 1982 | 1990  | 1999  | 2006  | 2007  | 2012  |
| ---- | ---- | ---- | ---- | ----- | ----- | ----- | ----- | ----- |
| 411  | 562  | 810  | 980  | 1 060 | 1 167 | 1 304 | 1 327 | 1 348 |

| 2017  | 2022  | - | - | - | - | - | - | - |
| ----- | ----- | - | - | - | - | - | - | - |
| 1 373 | 1 619 | - | - | - | - | - | - | - |

## Culture et patrimoine

### Lieux et monuments
L'église Saint-Vincent, construite au XIIe siècle, de style roman, a été profondément remaniée depuis. Le presbytère, qui lui est accolé, date du XVe siècle. En face de l'église, la Tour de l'horloge, dite le Beffroi, haute de 17 mètres et surmontée d'un campanile provençal. Elle est inscrite à l'Inventaire général du patrimoine culturel.
Sur la place de l'église, côté ouest, se côtoient trois statues féminines : une Vierge enceinte datant de 1865, un buste de Marianne posé sur une fontaine monumentale datée 1898, et la Victoire d’Ikaria, une statue en bronze offerte à la commune par le sculpteur polonais Igor Mitoraj en 2001, en reconnaissance pour ses séjours au château de Confoux.
Dans le village, de nombreuses maisons anciennes en pierre, dont la mairie, ancien château du XIIe siècle ; quatre anciens lavoirs, bien entretenus. Deux murs peints en trompe-l'œil, l'un sur la route d'accès au village, hommage à Marcel Pagnol, l'autre sur la place de l'église, hommage à Adam de Craponne. En 2021, une fresque aux motifs provençaux a été réalisée sur le mur de l’Office de tourisme et de la culture, en hommage à Léopold Lelée.
Au pied du village, les restes d'une ancienne nécropole du Ier siècle av. J.C., la chapelle Saint-Vincent construite au XIe siècle par les moines de Montmajour près d’une nécropole salyenne datant aussi du Ier siècle av. J.C., et le Château du Lys, construit au XVIIe siècle sur un ancien site gallo-romain. À Confoux un ancien château-fort probablement construit au XIIIe siècle mais remanié à la Renaissance, avec une chapelle romane, et un enclos agrémenté de deux bronzes d'Igor Mitoraj. Sur la route D 70, une maison forte dite Bastide de Leydet.
Dans les bois au nord du village, de nombreuses constructions en pierre sèche : des murs, des recavades ou restanques, des bories (une cinquantaine), et un grand apier (mur à abeilles) comptant 56 niches (sans doute 200 à l'origine) destinées à abriter des ruches, le second apier en importance en France.

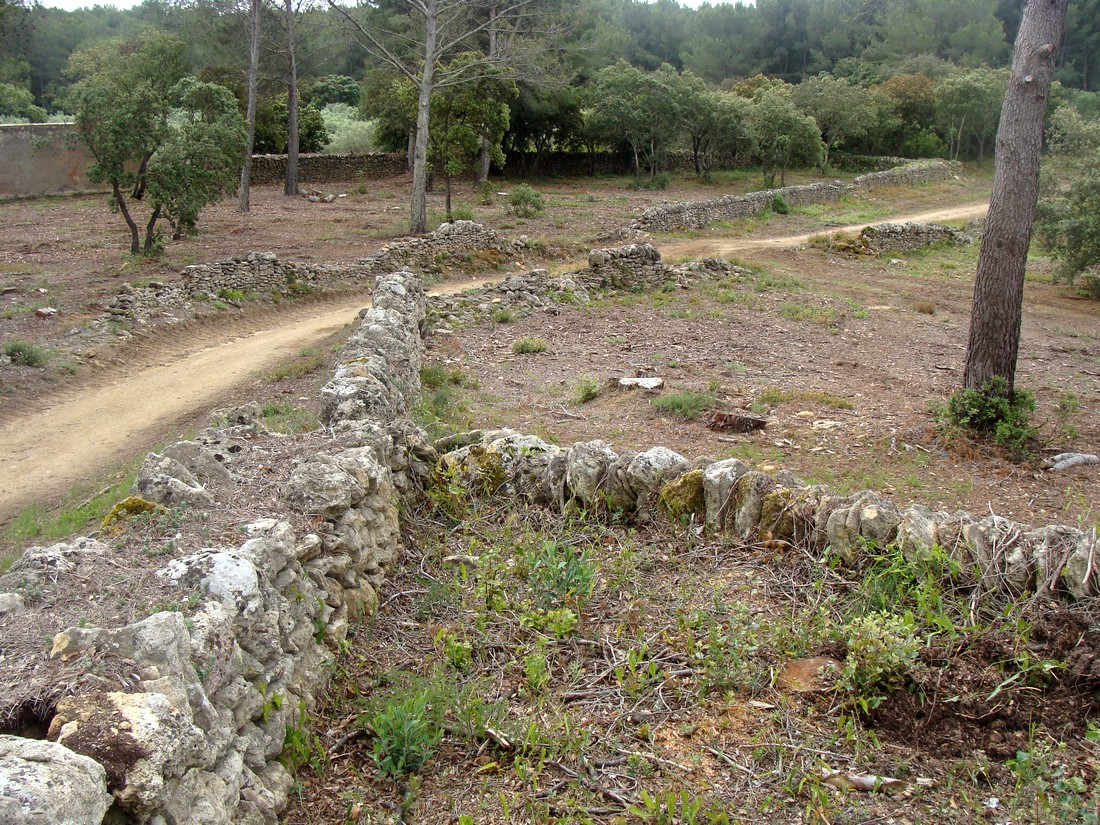
Murs de pierre sèche dans la forêt de Cornillon.
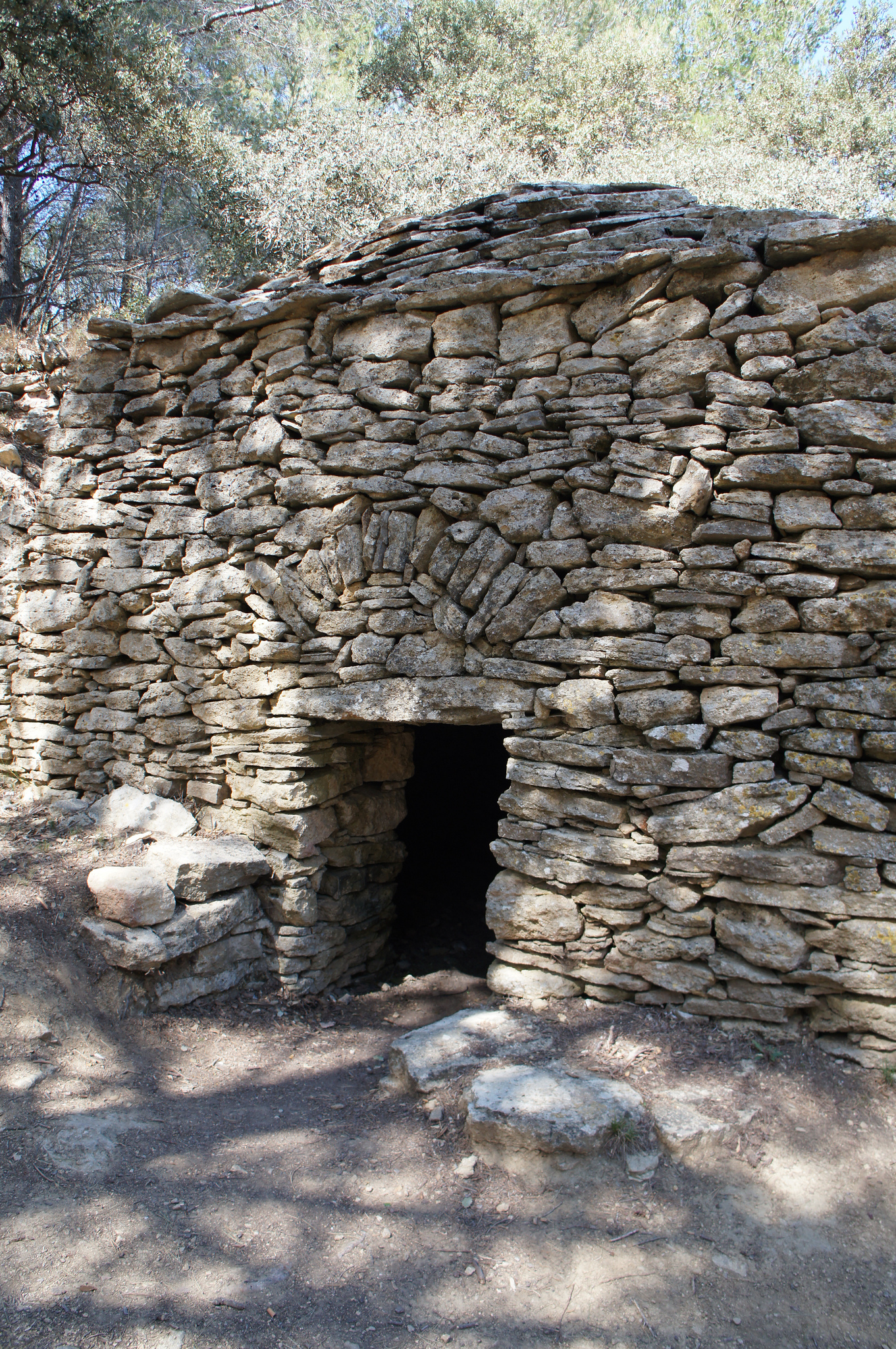
Borie de forme rectangulaire.
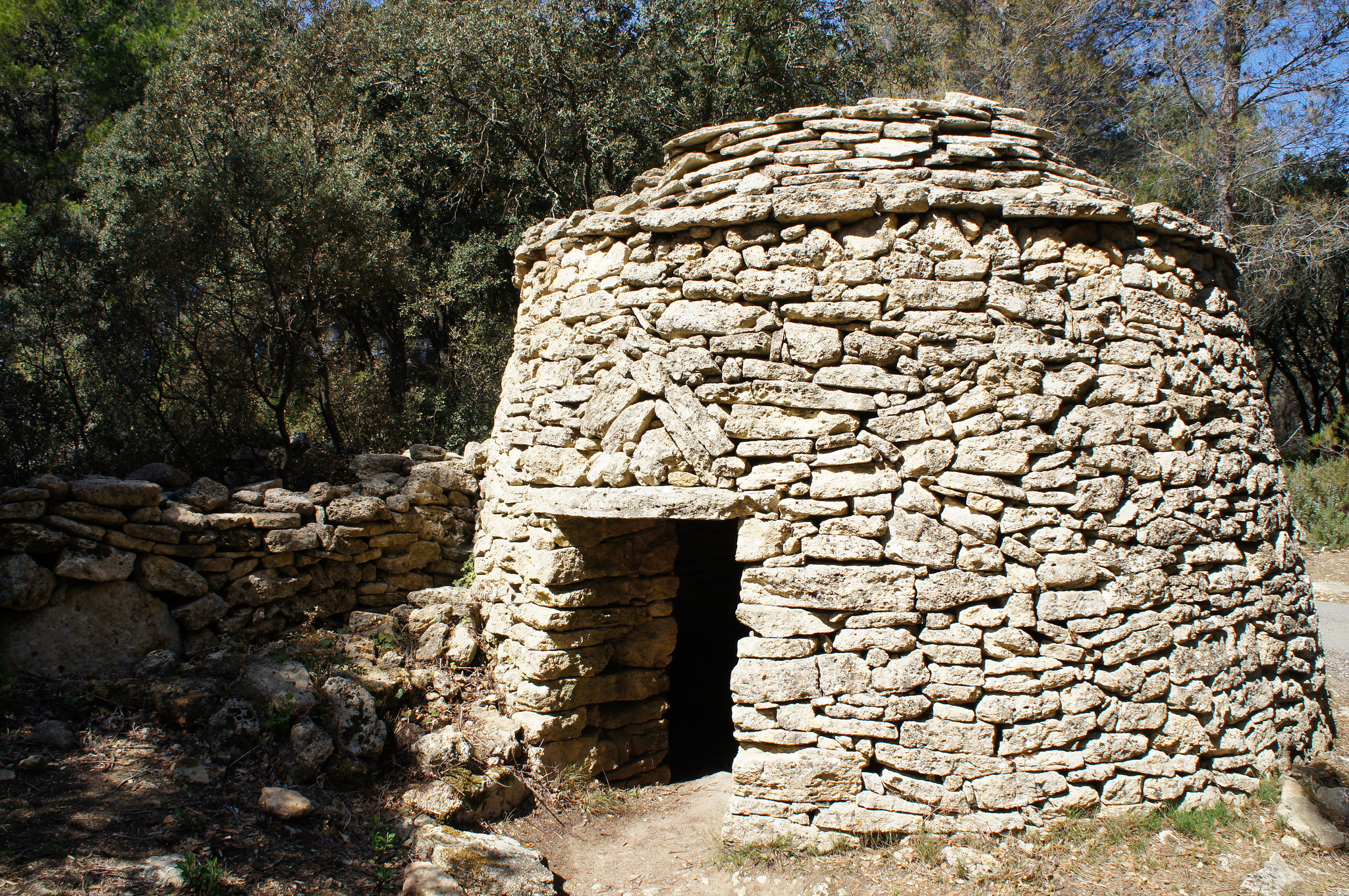
Borie de forme arrondie.
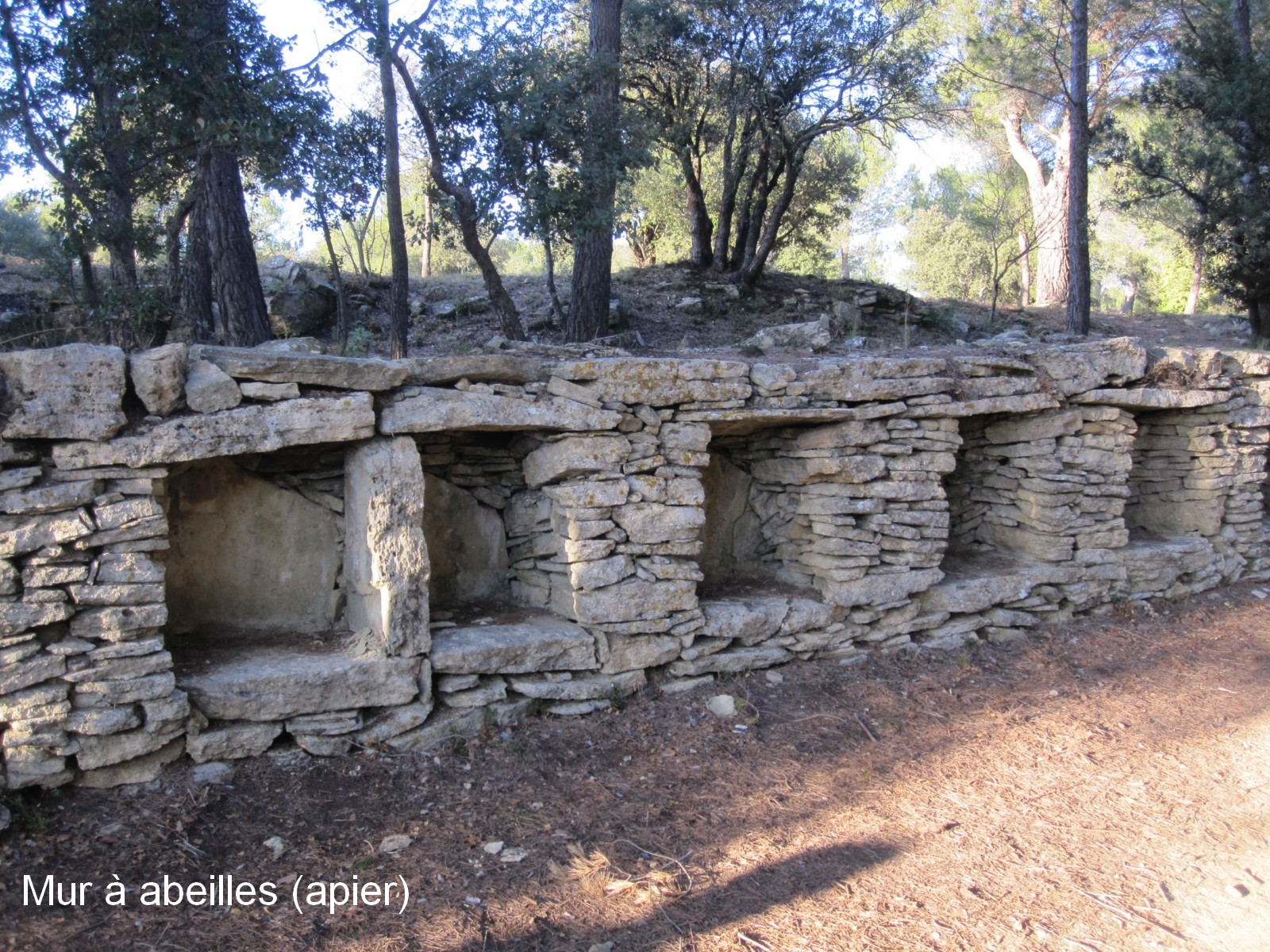
L'apier de Confoux.

### Personnalités liées à la commune
- Igor Mitoraj (1944-2014), sculpteur
- Francisque Teyssier (né en 1969), cycliste
- Mathilde Gros (née en 1999), cycliste
- Jean-Marc Zulesi (né en 1988), homme politique[27]

### Héraldique
| Armes de Cornillon-Confoux | Les armes peuvent se blasonner ainsi : De sable, à une femme d'argent tenant de sa main dextre un croissant du même, ayant sa main senestre fermée, à la réserve de l'index et posée au milieu de l'estomac, l'index vers la pointe. |